# Hogesnelheidslijn Bordeaux - Toulouse

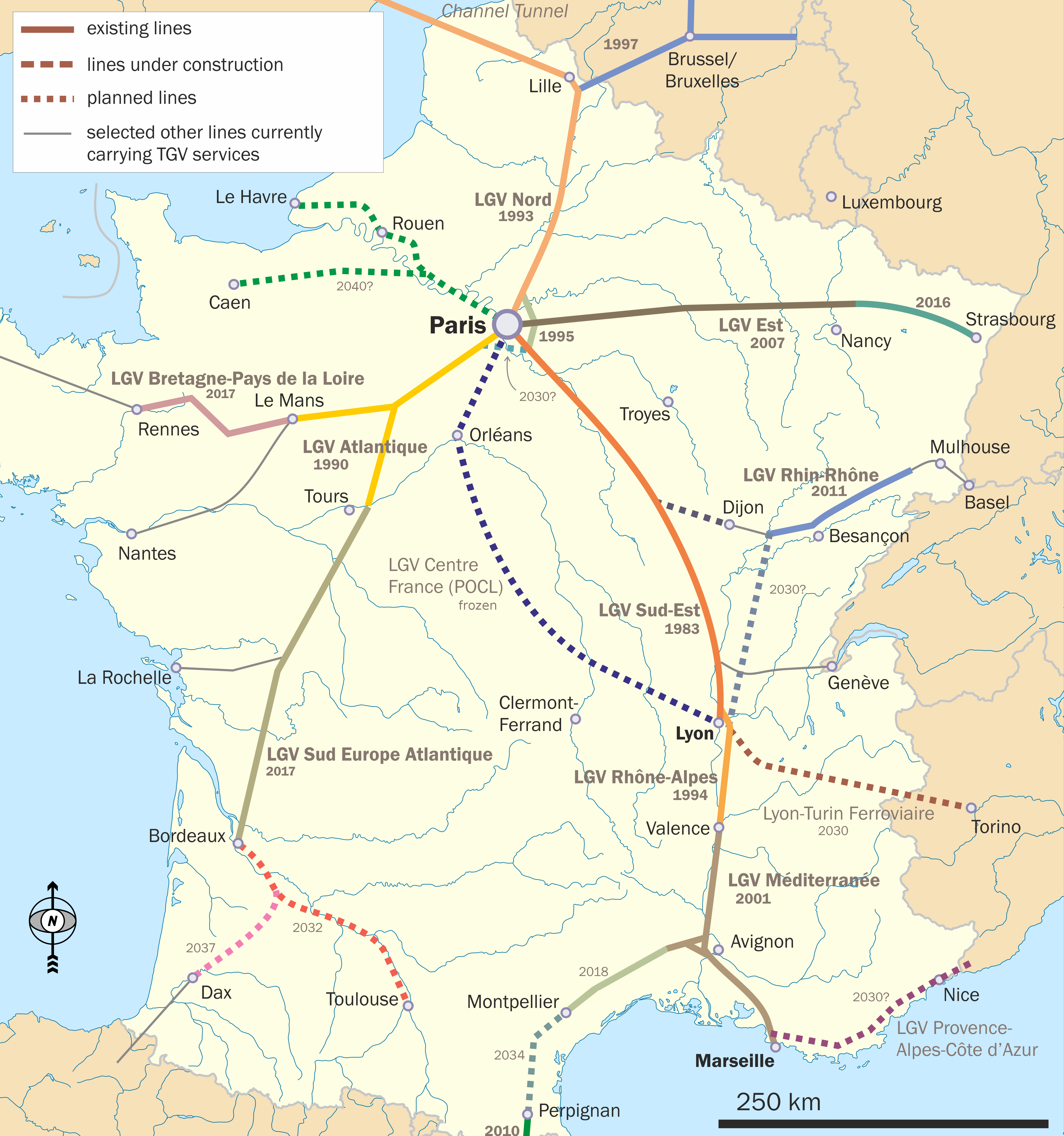
Frans TGV-netwerk, met de geplande hogesnelheidslijn van Bordeaux naar Toulouse in het zuidwesten (rode stippen)

De LGV (Ligne à Grande Vitesse) Bordeaux-Toulouse is een 222 kilometer lange geplande Franse hogesnelheidslijn gereserveerd voor passagiersvervoer tussen Bordeaux en Toulouse. Ze heeft een dubbel doel:
- een hogesnelheidsdienst tussen de regio Toulouse en Parijs/Bordeaux garanderen als verlenging van de LGV Sud Europe Atlantique en de reistijd tussen Parijs en Toulouse terug te brengen tot iets meer dan 3 uur.
- later deel uitmaken van een voorgestelde "zuidelijke verbinding", die de Atlantische Oceaan en de Middellandse Zee aan hoge snelheid verbindt van Bordeaux tot Nice via Toulouse, Montpellier en Marseille.

Vanaf 2024 zijn de voorbereidende bouwwerkzaamheden gestart en de verwachting is dat de lijn in 2032 in gebruik wordt genomen.

## Kenmerken
Het project was tussen 2002 en 2004 onderwerp van voorstudies door RFF. Deze stelden voor:
- Bordeaux en Toulouse bedienen via hun bestaande centrale stations (Bordeaux St-Jean en Toulouse Matabiau)
- stoppen in Agen en Montauban, hetzij via de bestaande stations, hetzij door de bouw van nieuwe stations langs de hogesnelheidslijn.
- tussen Agen en Toulouse de route volgen langs de Garonnevallei en de snelweg A62.
- drie routemogelijkheden tussen Bordeaux en Agen: ten noorden van de Garonnevallei, langs de vallei, of ten zuiden via Captieux. Deze derde optie, die momenteel de voorkeur geniet, zou een gemeenschappelijk eerste gedeelte tussen de LGV Bordeaux–Toulouse en de verlenging van de LGV Sud Europe Atlantique van Bordeaux via Dax naar de Spaanse grens mogelijk maken. Bovendien zou het mogelijk zijn direct Mont-de-Marsan aan te doen en directe toegang te bieden tot verschillende steden in de Pyreneeën (Pau, Lourdes, Tarbes).

De plannen op korte termijn voorzien niet in een bypass van het Bordeaux-gebied; de TGV's die de dienst Parijs-Toulouse verzorgen, zouden via het station Bordeaux St-Jean rijden. De lijn zou beginnen ten zuidwesten van Bordeaux bij Hourcade en aansluiten op het bestaande netwerk ten noordwesten van Toulouse bij St-Jory. Het Bordeaux-shuntproject (Libourne - La Réole) lijkt enigszins onverenigbaar met de optie van een gemeenschappelijk traject.
De lijnsnelheid zal 320 km/u zijn, wat een reistijd van 59 minuten tussen Bordeaux en Toulouse mogelijk maakt, en van 3:14 uur tussen Parijs en Toulouse (3:07 uur zonder stop in Bordeaux).
De kostprijs bedraagt ongeveer 7,5 miljard euro.

## Voortgang
Het openbaar onderzoek naar het project werd op 25 november 2005 afgerond. Hieruit bleek:
- een brede consensus ten gunste van het project in Agen, Montauban en Toulouse. De argumenten die werden aangevoerd, waren onder meer de toegang tot het hogesnelheidsnetwerk voor Toulouse en de Garonnevallei, de wens om het spoor te ontwikkelen als een minder vervuilende transportoptie en de noodzaak om de verzadiging van de luchthaven Toulouse-Blagnac aan te pakken door vliegtuigpassagiers over te laten stappen op het spoor. Ook werd de voortzetting van het project tot Narbonne genoemd.
- er was enige weerstand vanuit het zuidelijke Girondegebied en met name de regio Captieux, waar de bewoners, die weinig baat zouden hebben bij de lijn, bang waren voor de teloorgang van natuurgebieden en de voorkeur gaven aan een verbetering van de bestaande lijn. De afgevaardigden van Aquitanië gaven voorrang aan de verlenging van de LGV Sud Europe Atlantique tot aan de Spaanse grens boven deze verbinding naar Toulouse.

Op 13 april 2006 besloot het bestuurscomité van de RFF haar studies voort te zetten, rekening houdend met de conclusies van het openbaar onderzoek. Er werd overeenstemming bereikt over een nieuw station voor Montauban en de keuze tussen de bouw van een nieuw station voor Agen of de verbetering van het bestaande station werd uitgesteld tot er meer onderzoek hierover is. De verschillende opties tussen Bordeaux en Agen moeten grondig worden onderzocht nadat eerst het openbaar onderzoek naar de LGV Sud Europe Atlantique-lijn is afgerond.
Op 30 april 2008 presenteerde de Franse regering het eerste van drie wetsontwerpen die haar het recht geven grond te kopen via onteigening en actief op zoek te gaan naar bieders voor de aanleg van de LGV-lijn Bordeaux-Toulouse. De financiering zou onderdeel geweest zijn van een grootschalig programma voor de uitbreiding van hogesnelheidslijnen in Frankrijk, met een totaal van 2.000 km extra hogesnelheidstreinen tegen 2020. Dat programma werd later ingeperkt, maar het leek erop dat de lijn Bordeaux-Toulouse het zou overleven, maar dat de bouw ervan vóór 2030 onwaarschijnlijk zou zijn.
In april 2021 kondigde premier Jean Castex een financiering van 4,1 miljard euro door de Franse overheid aan, iets meer dan de helft van de geschatte totale kosten van het project. Er werd verwacht dat de Europese Unie €1,5-2 miljard zou bijdragen voor het project, en de regio Occitanie ongeveer € 1 miljard. De bouw zal naar verwachting in 2024 beginnen en de ingebruikname wordt verwacht in 2030. De verschillende belanghebbenden bij de financiering bereikten in februari 2022 een bindende financiële overeenkomst.